# Weserkraftwerk Bremen
Das neue Weserkraftwerk Bremen am Weserwehr in Bremen-Hastedt wurde 2011 nach dreijähriger Bauzeit in Betrieb genommen – etwa 24 Jahre nach der Abschaltung seines Vorgängers. Dieses Laufwasserkraftwerk ist nachträglich zur Wehranlage als weitgehend unterirdisches Umgehungsbauwerk am Nordufer errichtet worden. Die Anlage nutzt bis zu 220 m³/s Weserwasser, verfügt über zwei Turbinen mit einer installierten Leistung von zusammen 10 Megawatt (MW), erzeugt rund 42 Millionen Kilowattstunden Strom pro Jahr und soll im gleichen Zeitraum CO2-Emissionen von etwa 20.748 Tonnen vermeiden.
Die Anlage zählt zu den wenigen Laufwasserkraftwerken, die im tidebeeinflussten Bereich eines Flusses liegen. Am Bremer Weserwehr verändert sich der Wasserspiegel unterhalb der Staustufe aufgrund der Tide regelmäßig um etwa 4 Meter innerhalb von durchschnittlich 6,2 Stunden. Auf diese besondere Bedingung ist die Turbinentechnik eingerichtet, so dass die zwischen 2 und 6 m veränderliche Fallhöhe mit hohem Wirkungsgrad genutzt werden kann.
Das Weserkraftwerk Bremen ist nach einem Ideenwettbewerb 2002 in die Genehmigungsphase eingetreten, die Anfang 2007 zum Planfeststellungsbeschluss geführt hat. Über die fachtechnischen Planungen und Umweltgutachten hinaus waren Klärungen und Vereinbarungen erforderlich zum Wasserrecht, zu den Eigentumsverhältnissen an den Grundstücken und zur Abstimmung mit der Wasser- und Schifffahrtsverwaltung des Bundes, dem das Weserwehr Bremen untersteht. Mit dem Bau wurde Anfang 2008 begonnen. Schwierigkeiten in der Bauabwicklung führten Ende 2009 zur Kündigung der beauftragten Baufirma. Die Bautätigkeiten wurden Anfang 2010 von einem neuen, regionalen Konsortium wieder aufgenommen. Die Turbinenmontage startete im Oktober 2010 mit dem Einbau der Turbinenrohre.
Die Anlage steht im Eigentum der Weserkraftwerk Bremen GmbH & Co. KG, an der ursprünglich zu je 50 Prozent der Bremer Energieversorger swb und das im Feld der erneuerbaren Energien tätige niedersächsische Unternehmen Enercon beteiligt waren. Enercon hat seinen Anteil im Jahr 2022 an die Aquarius I Beteiligungs GmbH verkauft. Die Betriebsführung erfolgt durch die swb Erzeugung AG & Co. KG, die sich der Leitwarte im knapp 450 Meter östlich gelegenen Kraftwerk Hastedt bedient.

## Standort
Das Kraftwerk liegt im Bremer Ortsteil Hastedt am rechten Flussufer unmittelbar neben dem Weserwehr und führt in einem kleinen Bogen nördlich um den Wehrkörper herum. Die Anlage liegt an der Grenze zwischen Mittel- und Unterweser, ist also flussabwärts am Wehr Ebbe und Flut ausgesetzt. Der wesentliche Vorteil der Positionierung am rechtsseitigen Ufer besteht in den günstigen Anströmungsverhältnissen an der Außenkurve des Flusslaufs.
Während der Bauphase musste der über das Wehr führende öffentliche Weg stets passierbar bleiben, sodass er Fußgänger und Radfahrer direkt durch das Baustellengelände führte. Im Zuge der Bauarbeiten wurde ein angrenzender Sportplatz des Hastedter TSV genutzt. Dieser Bereich wird langfristig als Grünanlage umgestaltet, so dass eine Ergänzung zu den Grünanlagen in Ufernähe geschaffen wird. Als Ersatz finanzierten die Bauherren dem Verein die Ausstattung eines nahegelegenen Platzes mit Kunstrasen.

## Bauhistorie

### Planungen

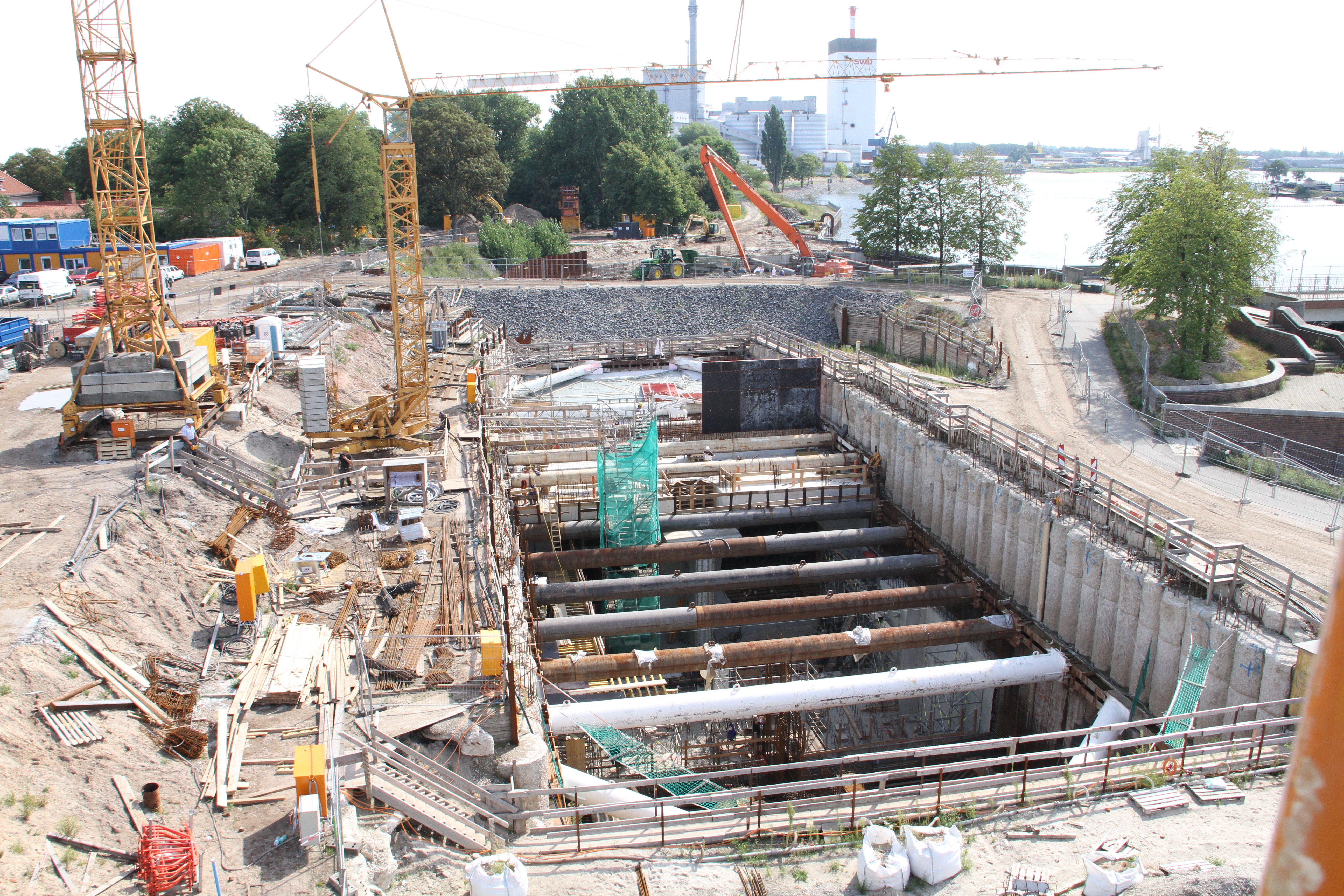
Blick auf die Baustelle am 20. August 2010

Im Zuge der Planungen des zwischen 1989 und 1993 ausgeführten Neubaus des Weserwehres wurde auch die Errichtung eines neuen Weserkraftwerks erwogen. Jedoch wurden diese Planungen 1999 aus wirtschaftlichen Gründen aufgegeben. Die entstandene Wehranlage war auf eine eventuelle spätere Integration einer Wasserkraftanlage durch steuerungstechnische Vorkehrungen für das so genannte sechste Wehrfeld eingerichtet.
Die Senatsverwaltung Bremen gab 2001 den Anstoß für eine privatrechtliche Lösung durch die Aufforderung zu einem Ideenwettbewerb, an dem sich Anfang 2001 elf Unternehmen beteiligten. Sie konnten Einblick in die vorliegenden Planungsunterlagen nehmen und wurden aufgefordert, bei Interesse innerhalb von zwei Monaten ein Konzept für Bau und Finanzierung des Wasserkraftwerks vorzulegen. Vier Interessengruppen reichten Vorschläge ein, die vergleichend bewertet wurden. Ausgewählt wurde der Vorschlag einer Arbeitsgemeinschaft aus der Planet energy GmbH (einer Tochtergesellschaft des Stromversorgers Greenpeace Energy eG), der bremischen Tandem Investitions-Beteiligungsgesellschaft für ökologische Projekte mbH sowie einer Nattheimer Baufirma. Diese Pläne wurden am 11. September 2001 der Öffentlichkeit präsentiert. Angedacht war ein Kraftwerk mit einer jährlichen Energieproduktion von 32 Millionen Kilowattstunden und einer installierten Leistung von 5 Megawatt. Damit hätte es den durchschnittlichen Jahresbedarf von 9000 Haushalten decken und im selben Zeitraum 28.000 Tonnen CO2 einsparen können. Optional sah das Konzept die Erweiterung auf 10 MW vor. Der Entwurf, dessen Kosten auf 35 Millionen Deutsche Mark veranschlagt wurden, war der einzige der vier Bewerber, der den Anforderungen der Wasser- und Schifffahrtsverwaltung nach einer mit dem Wehr verträglichen Bauweise am weitestgehenden nachkam. Besondere Aufmerksamkeit erweckte die Idee des so genannten „Bürgerkraftwerks“, die eine breite Bürgerbeteiligung über einen Anlagenfonds zur Finanzierung des Projektes vorsah. Auf diese Weise sollten mindestens neun Millionen Euro der Kosten aufgebracht werden.
Das Konsortium ging davon aus, dass der Senat der Freien Hansestadt Bremen bis Jahresende 2001 alle notwendigen Vorentscheidungen träfe und in der Folge 2002 das erforderliche Planfeststellungsverfahren hätte durchgeführt werden können. Zur Bürgerschaftswahl 2003 sollte der erste Spatenstich erfolgen, man ging von einer Inbetriebnahme bis spätestens 2005 aus. Der erzeugte Strom sollte im Rahmen des Erneuerbare-Energien-Gesetzes (EEG) in das öffentliche Netz eingespeist werden. Eine zusätzlich eingerichtete Aussichtsplattform und ein gastronomischer Betrieb sollten das Weserkraftwerk zu einem Ausflugsziel und einer Attraktion Bremens machen.
Das Auricher Unternehmen Enercon, das als Hersteller von Windkraftanlagen international bekannt war, zeigte bereits Anfang des Jahres 2002 Interesse, neue Turbinen speziell für die Verhältnisse am Bremer Standort zu entwickeln. Für diese Entwicklung wurden einige Jahre veranschlagt.
Das Konsortium wurde schließlich 2004 in die Rechtsnachfolgerin Weserkraftwerk Bremen GmbH umgewandelt, die die fachtechnischen Planungen und Umweltgutachten erstellen ließ, wie sie als Grundlage eines Planfeststellungsverfahrens erforderlich waren. Darüber hinaus waren Klärungen und Vereinbarungen erforderlich zum Wasserrecht, zu den Eigentumsverhältnissen an den Grundstücken und zur Abstimmung mit der Wasser- und Schifffahrtsverwaltung des Bundes, dem das Weserwehr Bremen untersteht. Die ehemaligen Mitbewerber erhoben im Frühjahr 2005 Vorwürfe gegen das Bremer Umweltressort. So kritisierte Jürgen Franke, ehemaliger Geschäftsführer des Bremer Energiebeirats und Mitbegründer der WeserStrom Genossenschaft, die Vergabeentscheidung der Behörde aus dem Jahre 2002. Den ersten Planungen zufolge hätte bereits 2005 der erste Strom aus Wasserkraft geliefert werden sollen, die Bevorzugung der Planet energy GmbH und der Tandem GmbH habe jedoch zu erheblichen Verzögerungen geführt.
Der Senator für Bau, Umwelt und Verkehr verfügte schließlich in seiner Funktion als Obere Wasserbehörde am 31. Januar 2007 die Planfeststellung, und in der Folge begann die Ausführungsplanung für den Bau. Im Februar 2007 wurde die Gesamtinvestition mit 28 Millionen Euro beziffert, die etwa zu einem Drittel im Rahmen einer Bürgerbeteiligung erbracht werden sollte. Ein entsprechendes Beteiligungsangebot sollte nach Erhalt belastbarer Daten und Ergebnisse aus den Ausschreibungs- und Bieterverfahren etwa Anfang 2008 vorgelegt werden. Der Einweihungstermin wurde für den Dezember 2009 angekündigt. Die Leistung wurde auf 10 Megawatt erhöht, da mit dem Erneuerbare-Energien-Gesetz die Obergrenze von 5 MW für die Vergütung von Strom aus neuen Wasserkraftwerken weggefallen war. Das neue Kraftwerk sollte 38 Millionen Kilowattstunden liefern, 32.500 Tonnen CO2 einsparen und umgerechnet 12.500 Haushalte versorgen.
Die Bauleistungen wurden Ende 2007 ausgeschrieben und Anfang 2008 beauftragt. Am 4. März wurde die Weserkraftwerk Bremen GmbH in die Weserkraftwerk Bremen GmbH & Co. KG überführt. 51 Prozent der Anteile sollten weiterhin an einer Zeichnung interessierten Privatpersonen zur Verfügung stehen, wobei Anteile von 2.500 bis 250.000 Euro angeboten wurden. Mit jeweils 24,5 Prozent beteiligten sich die Firmen Enercon (Aurich) und swb AG (Bremen). Die Bremer Landesbank gab die Zusage für eine Fremdfinanzierung über eine Laufzeit von 30 Jahren, falls durch private Investoren nicht genügend Kapital zusammenkommen würde.

### Das erste Baujahr
Anfang Mai 2008 erfolgte der erste Spatenstich zum Baubeginn. Nach der Einrichtung der Baustelle wurden vier getrennte Baugruben mit Hilfe von Bohrpfahlwänden angelegt. Insgesamt wurden 350 Bohrpfähle mit einer Länge von jeweils 23 Metern und Durchmessern zwischen 1,20 und 1,50 Metern gesetzt. Die ersten beiden Gruben sollten später das Einlaufbauwerk und die Turbinenhalle aufnehmen. Noch hielt man an der Bürgerbeteiligung fest; die Veröffentlichung des Beteiligungsprospekts wurde auf Sommer 2008 verschoben. Mittlerweile hatte sich das Investitionsvolumen stark erhöht und betrug rund 40 Millionen Euro. Im Frühjahr 2009 sollten der Planung entsprechend der Triebwasserkanal und das Auslaufbauwerk errichtet werden.
Es handelt sich um ein anspruchsvolles Bauwerk, das direkt neben dem Fluss und in teilweise weit unter den Wasserspiegel reichenden Baugruben errichtet wurde. Planmäßig war auch ein Hochwasserschutz sicherzustellen. Als man am 3. Dezember 2008 die Arbeiten im Hinblick auf das Winterhochwasser einstellte, wurde bekanntgegeben, dass zwar die Spezial-Tiefbauarbeiten in Zusammenhang mit den Bohrpfahlwänden zu 75 Prozent abgeschlossen seien, sich aber ansonsten gegenüber dem vertraglich vereinbarten Bauzeitenplan starke Verzögerungen ergeben hätten, so dass mit „einer nicht unerheblichen Verschiebung des Fertigstellungstermins zu rechnen ist.“ Auf Grund dessen wurde die Beteiligung interessierter Anleger am Weserkraftwerk in das kommende Jahr 2009 verschoben.

### Entwicklung nach dem Wechsel der Eigentümer

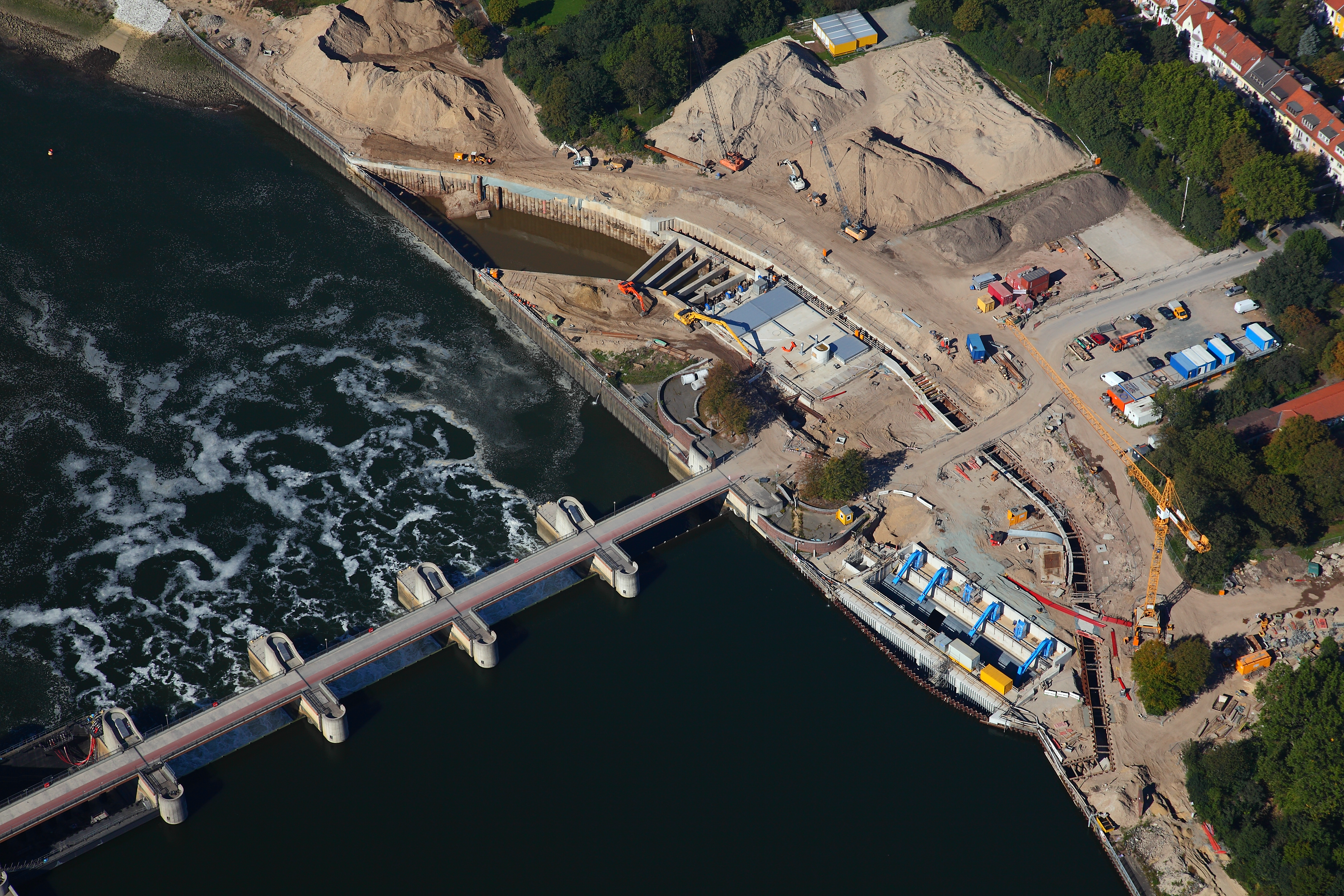
Luftbild des Weserkraftwerks während der Bauphase am 5. Oktober 2011

Enercon und swb stockten ihre Anteile am 17. Juli 2009 signifikant auf und sind seitdem – da die Planet energy GmbH und die Tandem GmbH zeitgleich aus dem Projekt ausstiegen – mit jeweils 50 Prozent gleichberechtigte Gesellschafter. Man errichtete ein Containerdorf mit eigener Projekt- und Bauleitung am Weserwehr, um sich vor Ort stärker in den operativen Betrieb der Baustelle einbringen zu können. Darüber hinaus erhöhten die Unternehmen die Personalkapazitäten, die für die Koordinierung der Baudurchführung eingesetzt wurden. Die Inbetriebnahme wurde nun für Ende 2010 anvisiert; Projektrisiken, die sich inzwischen ergeben hatten, führten dazu, dass von der geplanten Bürgerbeteiligung Abstand genommen wurde.

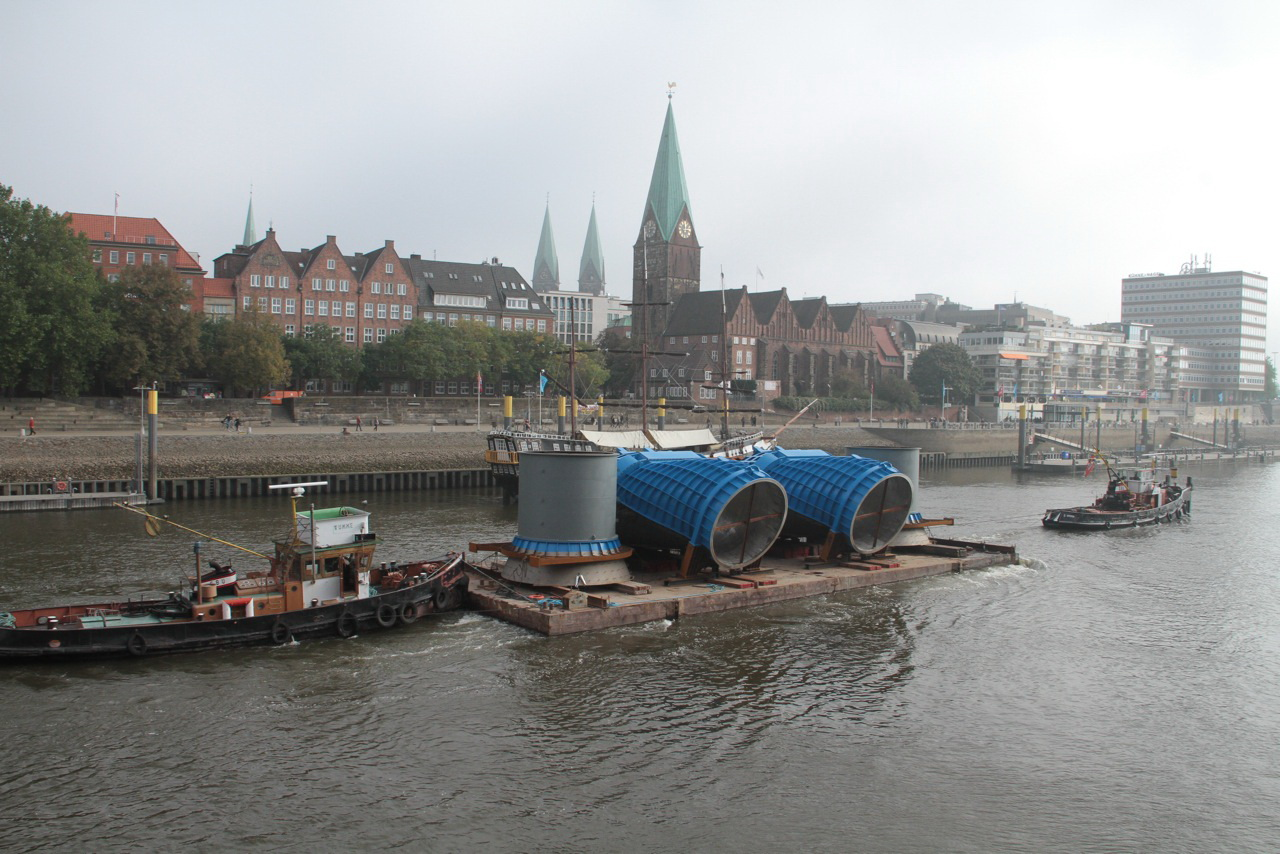
Anlieferung der beiden S-Rohre mit Blick auf die Schlachte und die St.-Martini-Kirche

Am 18. Dezember gleichen Jahres wurde bekannt, dass der Baufortschritt abermals massiv in Verzug geraten war und mit einer Fertigstellung des Kraftwerks erst Mitte 2011 zu rechnen sei. Daraufhin trennte sich die Eigentümergesellschaft auf Grund des Vertrauensverlustes mit sofortiger Wirkung von der ausführenden Arbeitsgemeinschaft. Bis zu diesem Zeitpunkt wurden umfangreiche Betonarbeiten am Krafthaus und am Einlaufbauwerk sowie Erdarbeiten am Auslaufbauwerk durchgeführt. Nach der Winterpause vergaben swb und Enercon den Hauptbauauftrag zum 30. März 2010 an eine Bietergemeinschaft zweier regionaler Firmen, die Niederlassungen in Bremen haben. Diese bauausführenden Unternehmen richteten die verwaiste Baustelle wieder ein und nahmen ab Mitte Mai ihre dortige Arbeit auf. Als möglicher Termin für eine Inbetriebnahme des Wasserkraftwerkes galt nun Ende 2011 – gleichzeitig gab die Gesellschaft aber auch an, dass die zu Beginn veranschlagte Bausumme von 40 Millionen Euro bei weitem nicht ausreichen wird, und führte dies auf Unwägbarkeiten, auch im Zusammenhang mit der Trennung vom bisherigen Baukonsortium, zurück.
Am 11. Oktober 2010 vollzog sich der vermutlich publikumswirksamste Moment der Bauphase, als zwei jeweils 130 Tonnen schwere S-Rohre mit den Abmessungen 14 Meter × 7 Meter × 9 Meter auf einem Ponton aus den Industriehäfen flussaufwärts transportiert wurden. Enercon hatte sie zuvor in Stralsund fertigen und anschließend per Schiff nach Bremen transportieren lassen. Unter anderem von der Uferpromenade Schlachte aus konnten die Bremerinnen und Bremer die langsame Fahrt verfolgen. Am darauf folgenden Tag hob ein 1.200-Tonnen-Schwerlastkran die Rohre auf das Baustellenareal, und am 13. Oktober wurden sie in die Baugrube hinabgelassen. Zwischen Mitte und Ende Oktober wurde zudem über einen Zeitraum von zwei Wochen die Sohle mit Unterwasserbeton in neun Metern Tiefe gegossen. Ende August 2011 folgte der Einbau der Turbinen in das Krafthaus.
Die nördliche (landseitige) von ihnen wurde am 11. November 2011 erstmals probeweise in Betrieb genommen und absolvierte einen erfolgreichen Testlauf. Ihr offizieller Probebetriebsstart am 30. November war der Anlass für die Einweihungsfeier des Weserkraftwerks. Letztendlich beliefen sich die Baukosten auf 56,5 Millionen Euro. Am 1. März 2012 hat die Anlage mit beiden Turbinen den regulären Betrieb aufgenommen. Auszuführen waren nur noch Restarbeiten am neuen Bauwerk und im Umfeld. Die Arbeiten an den Grünanlagen erstreckten sich bis 2014.
Die Außenanlagen rund um den Weserwehr und das Kraftwerk wurden mittlerweile wiederhergestellt und eine neue Parkanlage „Am Weserwehr“ neben das Kraftwerk gebaut. Die Anlage hat rund 650.000 Euro gekostet, wurde vier Jahre lang geplant und ein Jahr gebaut. Die Besonderheit beim Park ist, dass er teilweise auf dem Privatgrund des Kraftwerksbetreibers gebaut wurde.

## Technik und Bauweise

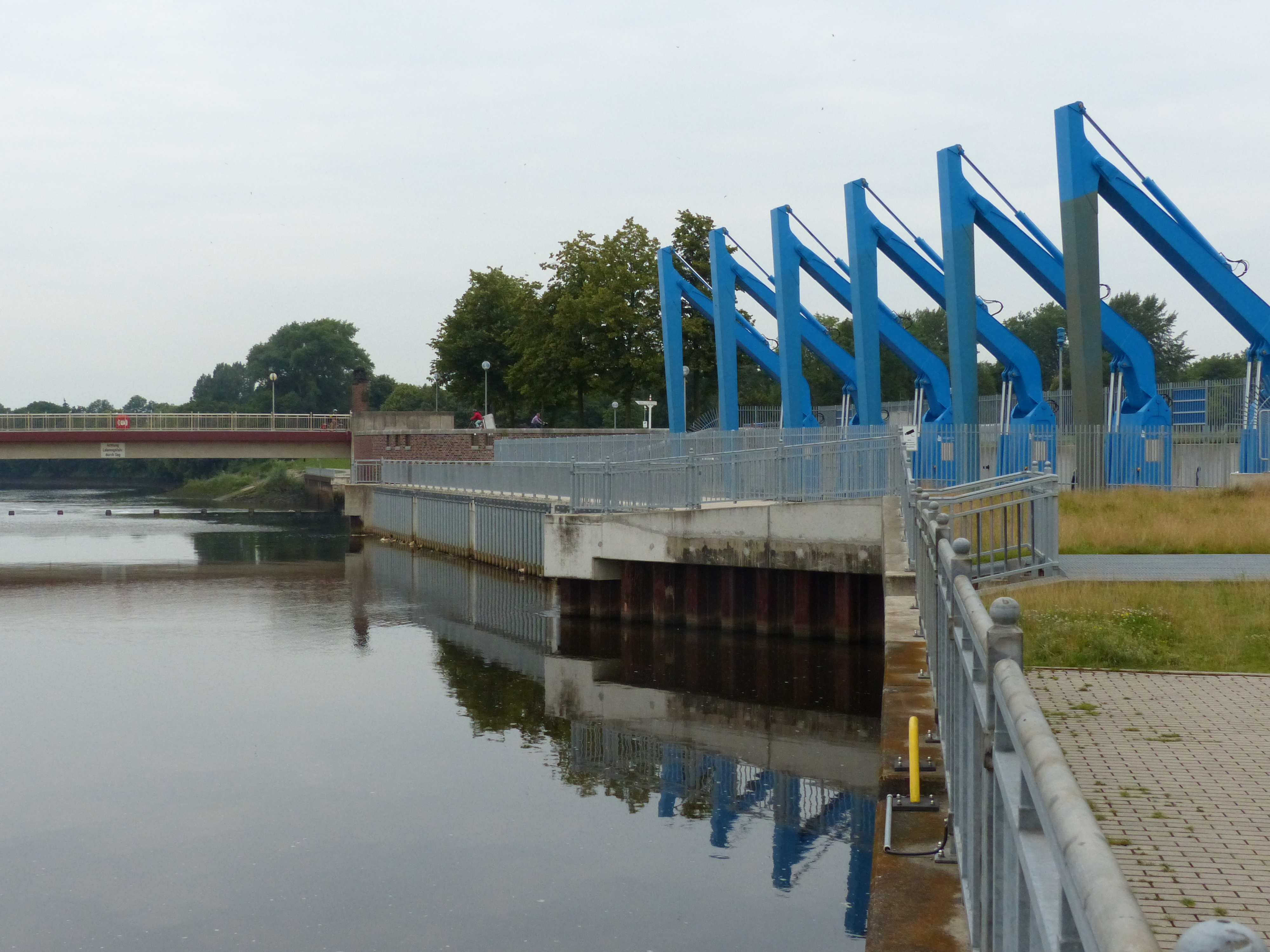
Weserkraftwerk vom Oberwasser des Weserwehrs: Vor der Spundwand zweigt der Fischpass ab, nach der Spundwand das Triebwasser

Das Weserkraftwerk Bremen ist ein Laufwasserkraftwerk (Typ: Ausleitungskraftwerk, Art: Schleifenkraftwerk) und wurde größtenteils unterirdisch gebaut, so dass als Fixpunkte nur die Rechenreinigungsanlage mit einem Teil des Einlaufbauwerks sowie die Aufbauten des Krafthauses an der Oberfläche sichtbar sind. Für die Konstruktion des gut 600 Meter langen Weserkraftwerks bedurfte es eines Bodenaushubs von knapp 100.000 m³. Primäre Baustoffe waren 15.000 m³ Konstruktionsbeton und 2000 Tonnen Stahl. In der gesamten Anlage werden keine ölhaltigen Schmierstoffe verwendet, stattdessen sind sämtliche Wälzlager und Laufwerke wassergeschmiert. Ein Modell des Kraftwerks befand sich ab Januar 2009 im Eingangsbereich der Bremer Landesbank und später im Übersee-Museum.

### Einlaufbauwerk

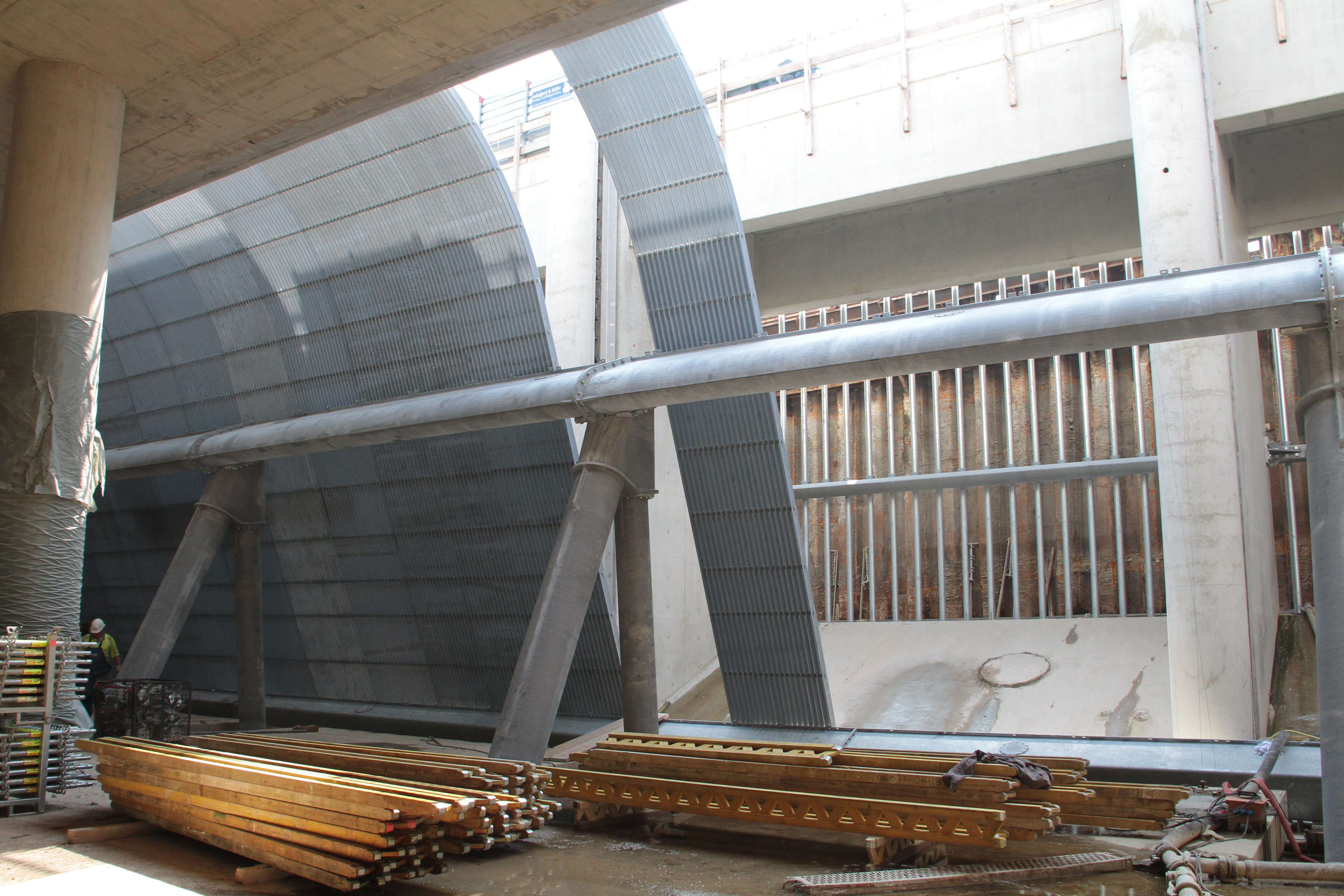
2011, Bau des Reinigungsbeckens, Blick aus dem Kanal für gereinigtes Triebwasser: Feinrechen noch nicht vollständig, Grobrechen, dahinter die bauzeitige Verschalung zur Weser

Etwa 36 Meter flussaufwärts des Wehres wird ein Teil des Weserwassers fast rechtwinklig zur Fließrichtung rechtsseitig aus der Stauhaltung abgezweigt. Das Einlaufbauwerk weist eine Breite von 42 Metern auf, kann bis zu 220 m³/s aufnehmen und hat an seiner Sohle eine 50 Zentimeter hohe Einlaufkante, um mitgeführte Sedimente zurückzuhalten.
Es verfügt an seiner Vorderseite über einen so genannten Grobrechen mit fünf Zentimeter dicken Rundstäben in jeweils 40 Zentimeter Abstand. Diese sind in Hülsen angebracht, die durch den darüberliegenden befahrbaren Bediensteg führen. Sollte einer der Stäbe erneuert werden müssen, kann er so leicht gezogen werden. Die Aufgabe des Grobrechens ist es, angeschwemmte Äste und Baumstämme oder sonstiges größeres Treibgut abzuhalten. Die Sohle des Einlaufbauwerks fällt anschließend um zwei Meter ab, um dem Wasser am nachgesetzten Feinrechen eine genügend große Anströmfläche zu bieten. Dieser weist eine Höhe von acht Metern auf, setzt sich aus sechs je sieben Meter breiten Einzelfeldern zusammen und hat etwa 1200 Stäbe mit Öffnungsweiten von nur 2,5 Zentimetern. Zwar stellt für die Turbinen der Durchgang von Fremdkörpern bis 15 Zentimeter Durchmesser kein Problem dar, doch der geringe Stababstand soll vor allem Fische abhalten (siehe: Abschnitt Fischschutz). Daraus ergibt sich auch der Grund für die ungewöhnliche Breite des Einlaufbauwerks: Allein knapp 100 Quadratmeter und damit ein Drittel der Fläche des Feinrechens nehmen die Stäbe ein. Nahezu sämtliches Schwemmgut (Verklausungen genannt), dass den Grobrechen noch passieren konnte, verfängt sich am Feinrechen. Sechs Reinigungsmaschinen, gefertigt aus Flach- und Rundstahl, arbeiten durchgehend, um den Feinrechen für das Betriebswasser durchlässig zu halten. Die großen Arme ziehen das Treibgut von der Sohle nach oben über die Rechenschürze in eine Abschwemmrinne.
Im Einlaufbauwerk zwischen Grob- und Feinrechen befindliche Säulen haben eine Stützfunktion für die Überdachung und dienen als Führung für drei Dammtafeln mit denen die Anlage für Revisionen oder Reparaturen trockengelegt werden kann.

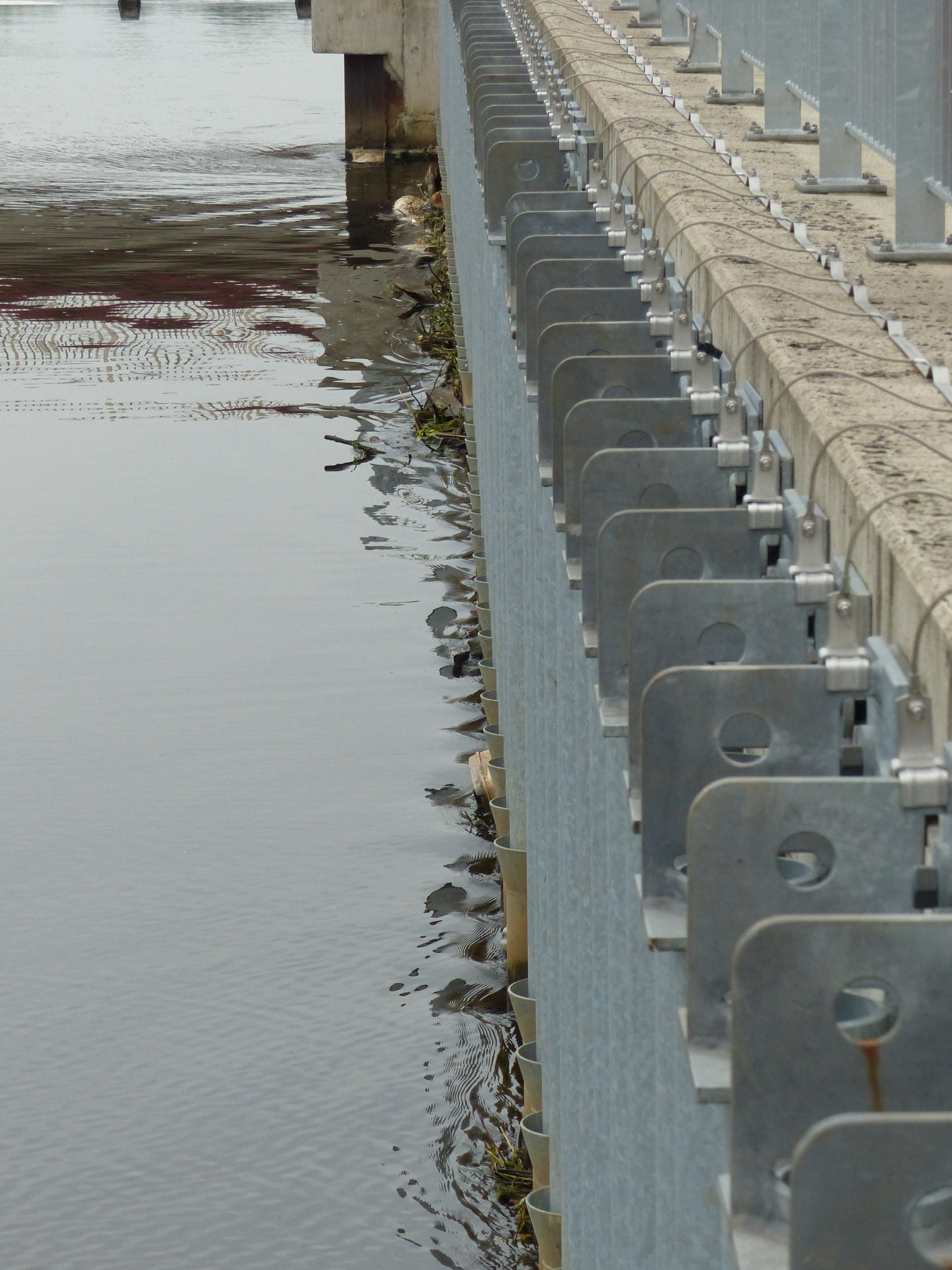
Das Triebwasser aus der Weser strömt nach rechts durch den Grobrechen zum Reinigungsbecken.
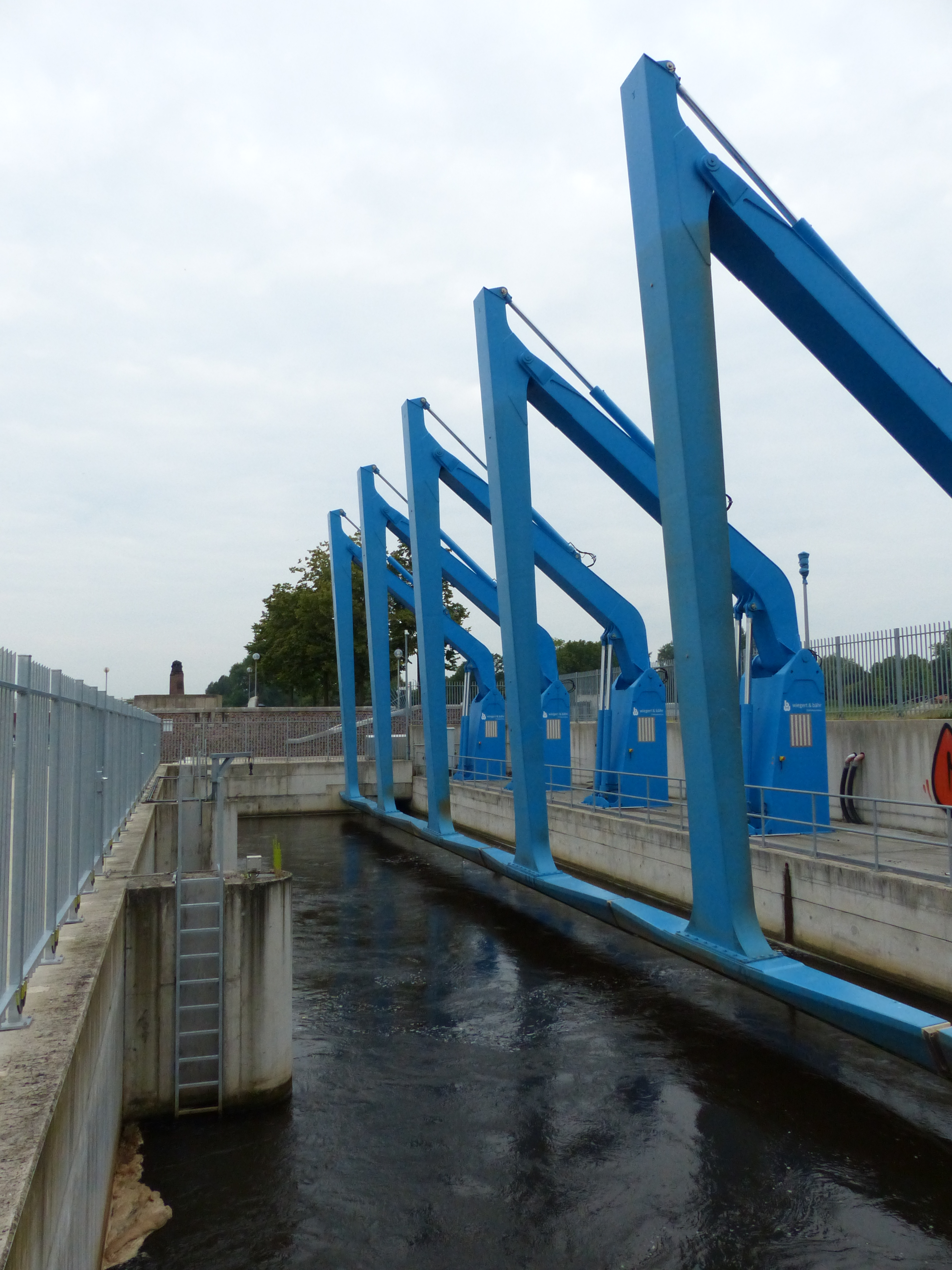
Das Reinigungsbecken für das Triebwasser; blau die Reinigungsmaschinen für den Feinrechen
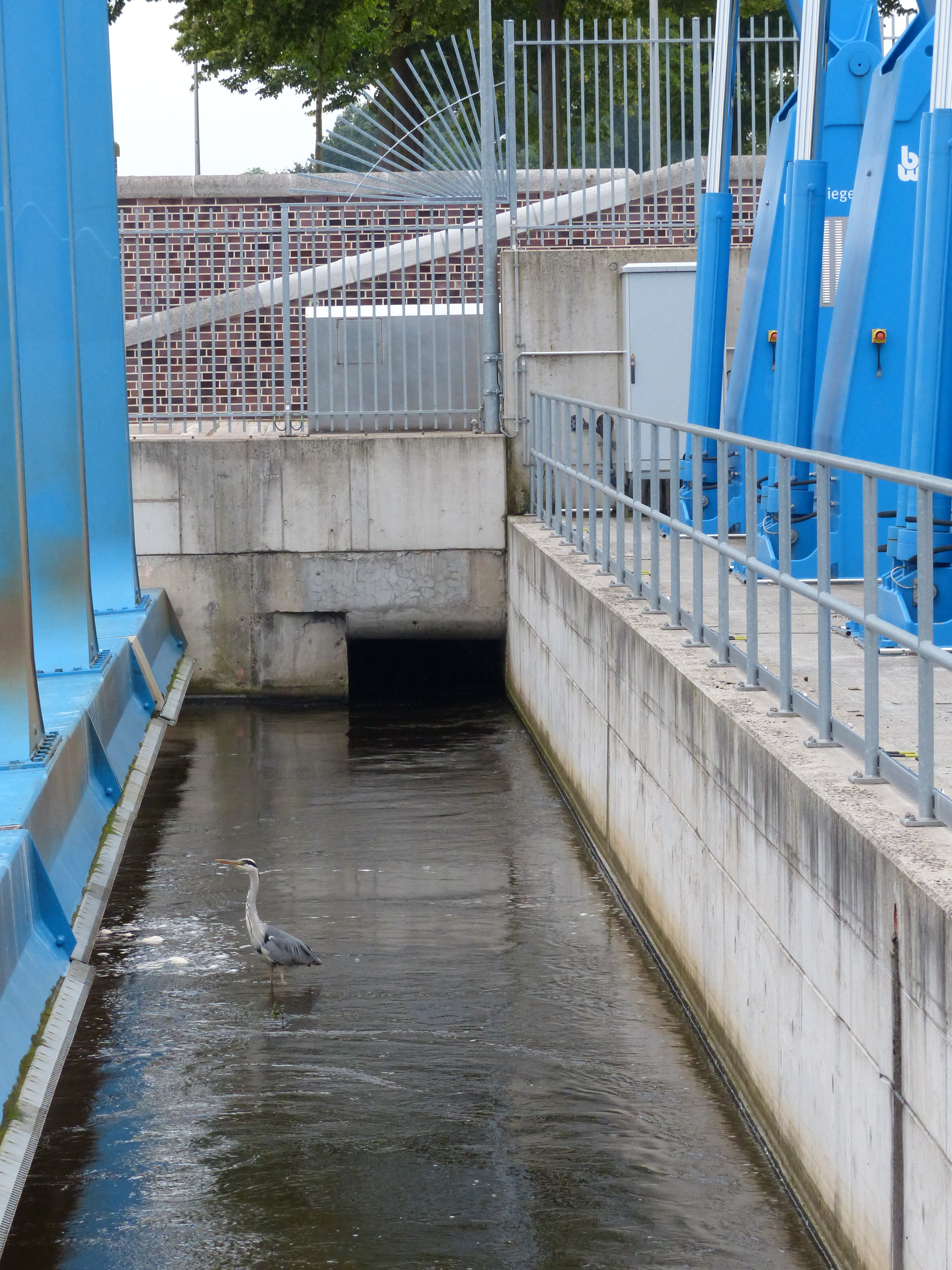
Reiher, regelmäßiger Gast auf dem Rand des Feinrechens, hinten der Ablauf für treibguthaltiges Wasser
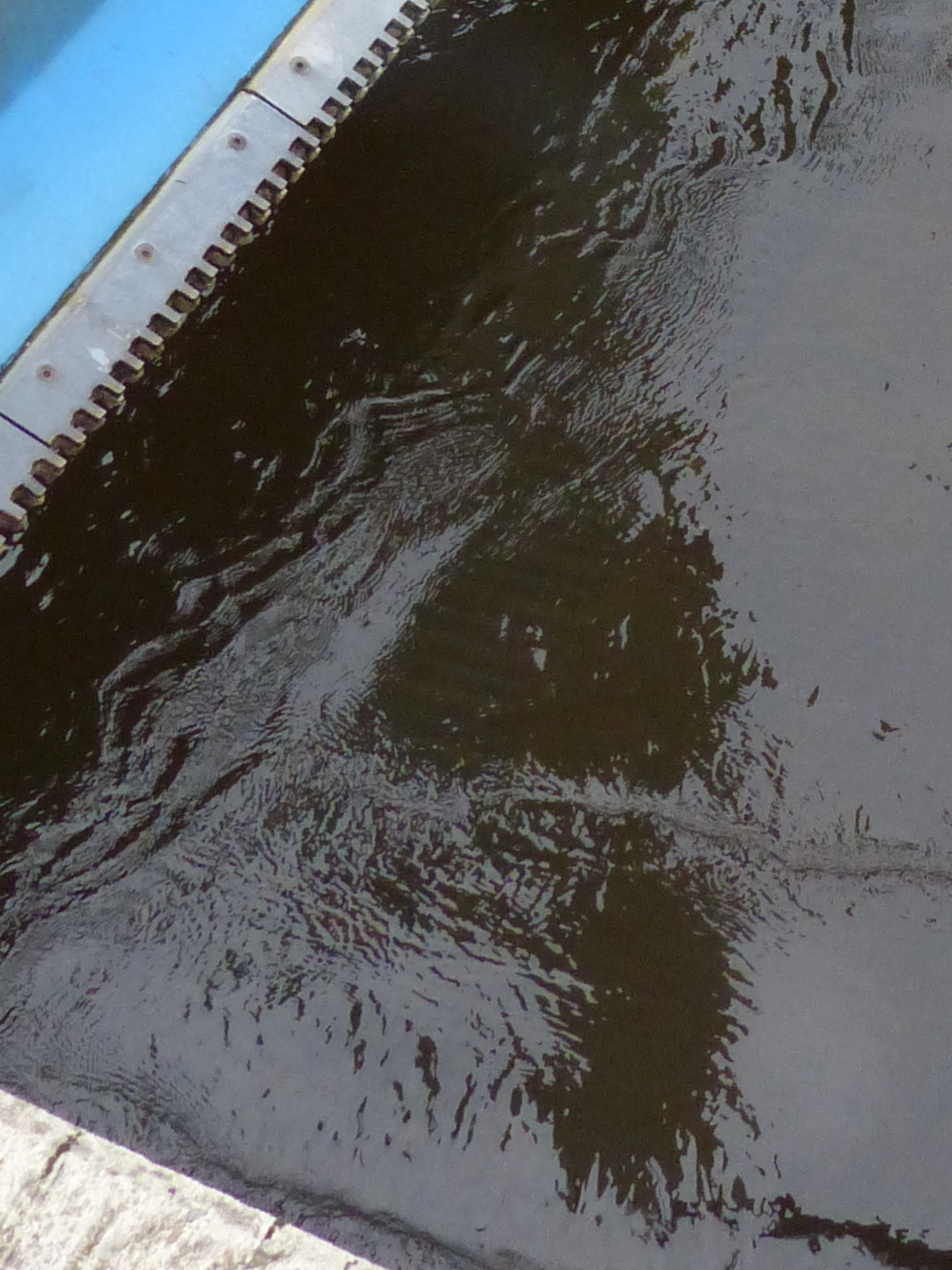
Durch dunkle Stellen im Wasser schimmert der obere Randbereich des Feinrechens.

### Triebwasserkanal
Aus dem Einlaufbauwerk gelangt das Betriebswasser in den Triebwasserkanal, der es unterirdisch den Turbinen zuführt. Schon nach wenigen Metern wird er über einen annähernd 90°-Bogen in westliche Richtung umgelenkt und verjüngt sich auf eine Breite von 14 und eine Höhe von 8 Metern.
Knapp 35 Meter vor dem Übergang ins Krafthaus knickt der Kanal nach unten ab und weitet sich dabei auf 19,35 Meter. Auf den letzten 30 Metern ragt eine vom Krafthaus ausgehende Mittelwand in den Kanal hinein. Sie fängt die durch die Aufweitung des Kanals vergrößerte Spannweite der Überdeckung statisch ab und teilt den Wasserzustrom auf die zwei Turbinen.

### Krafthaus und Turbinen

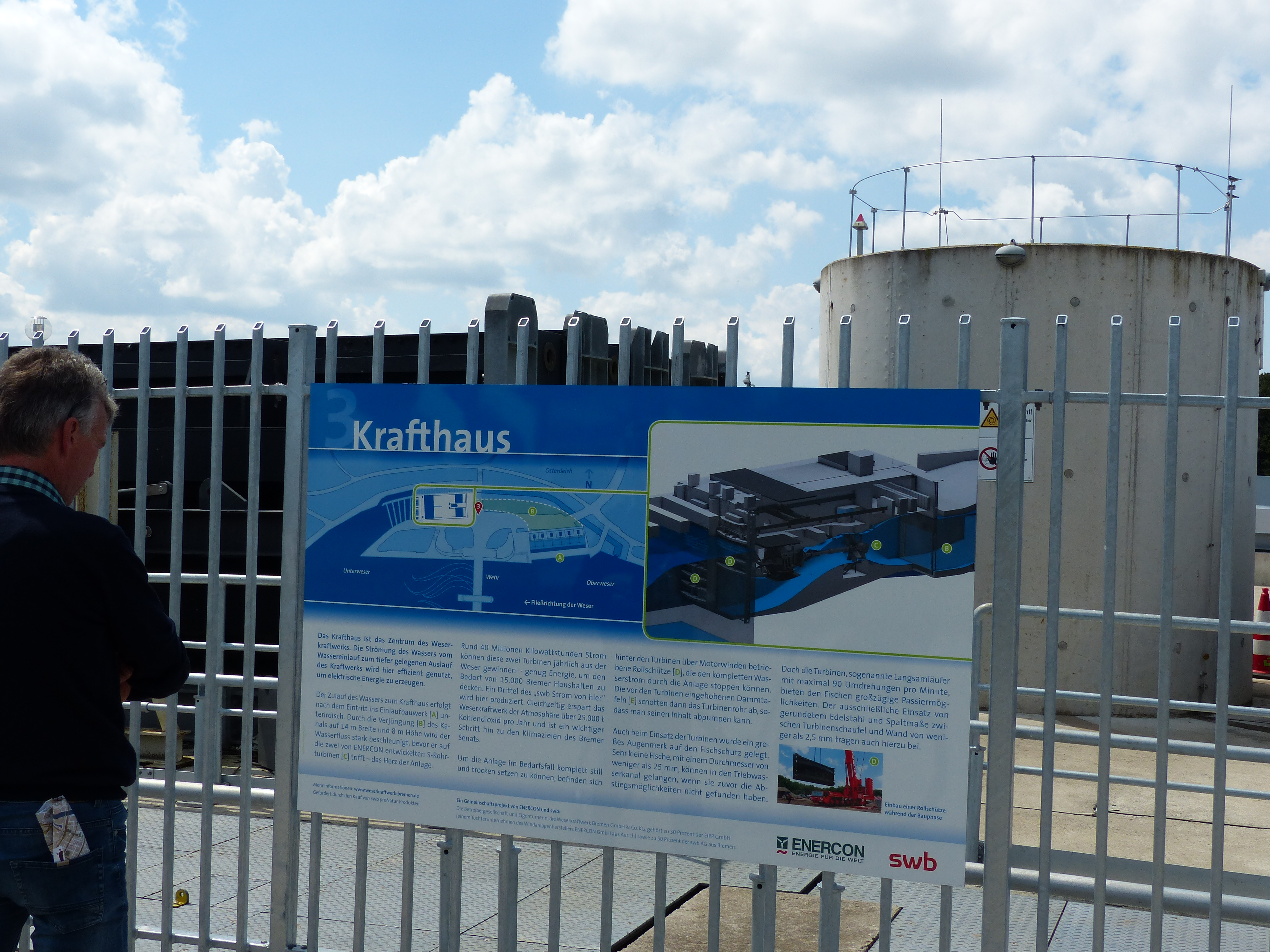
Informationstafel „Krafthaus“

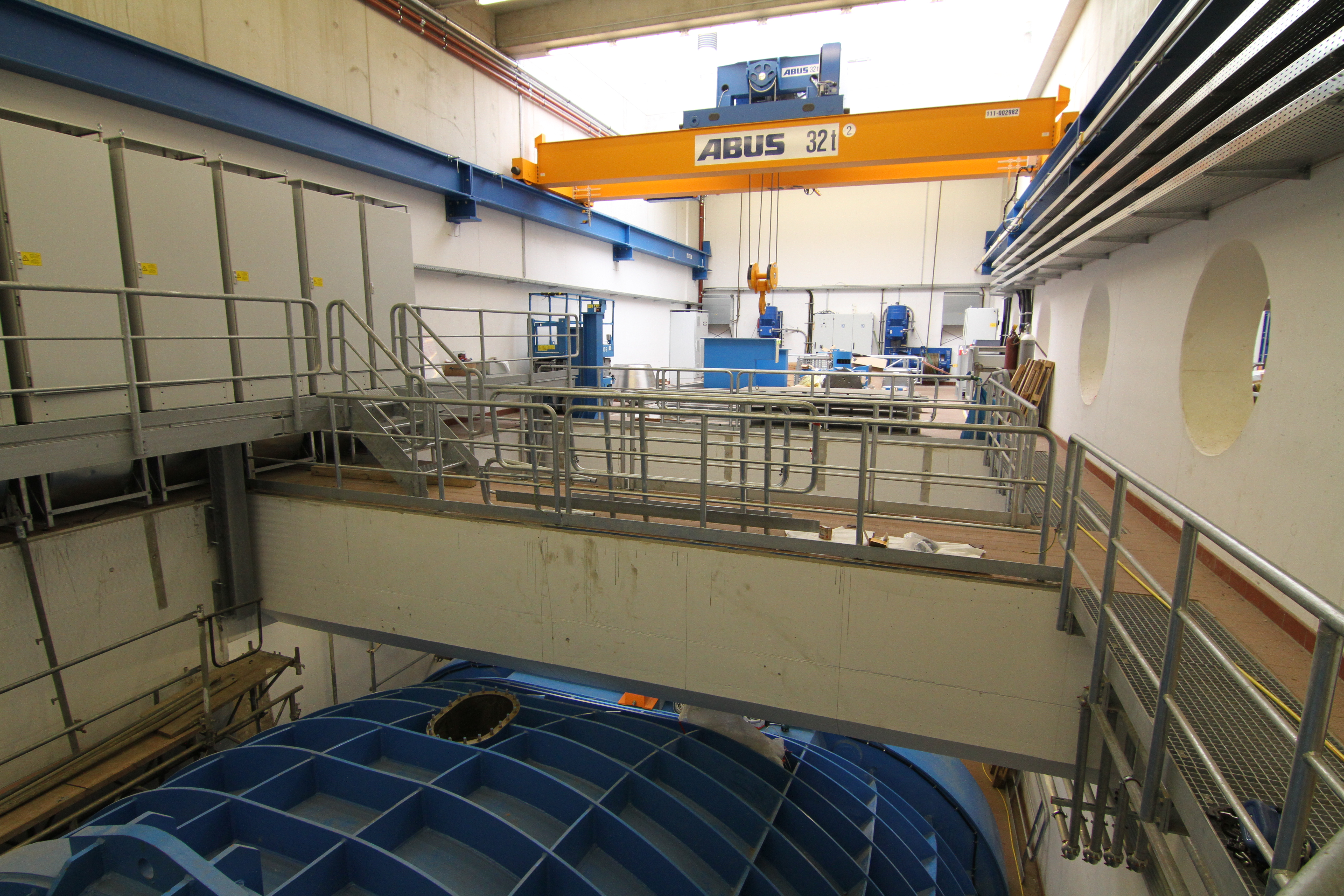
Turbinenhalle („Krafthaus“) des neuen Weserkraftwerks

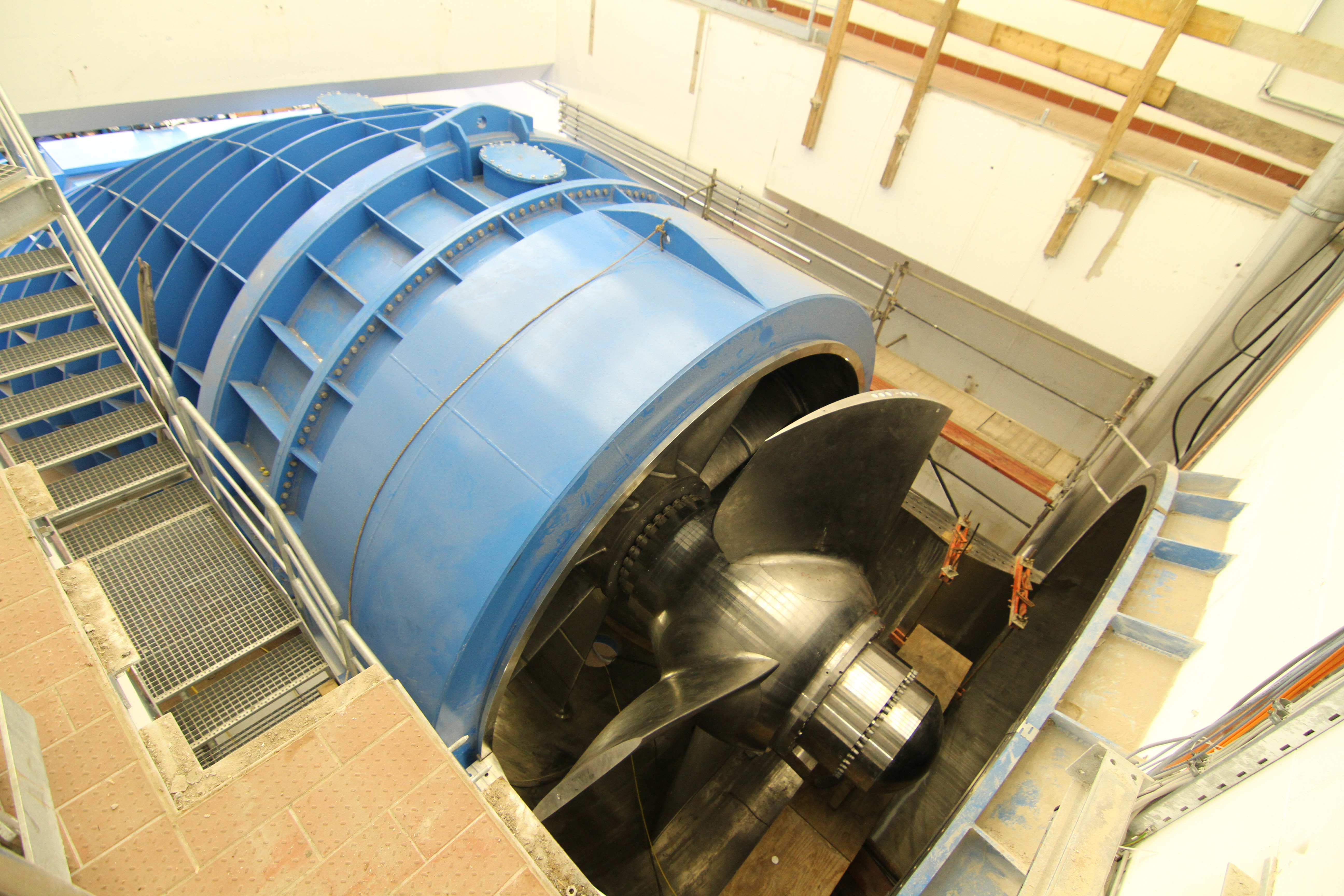
Eine der Turbinen

Der rechteckige Triebwasserkanal geht im Krafthaus (auch Maschinen- oder Turbinenhaus genannt) in einen runden Querschnitt über. Diese zwei Druckrohre verjüngen sich auf einen Durchmesser von etwa 4,5 Metern, was eine Beschleunigung der Strömung zur Folge hat. Das Krafthaus ist das Herzstück der Kraftwerksanlage. Es besteht aus massivem, wasserundurchlässigem Beton und ist auf Grund seiner Höhe selbst bei eventuellem Hochwasser betretbar. Der Zugang erfolgt über einen am westlichen Ende gelegenen Aufbau mit Treppe und Lastenaufzug. In diesem Teil des Gebäudes sind auch zwei Stockwerke mit Sanitär- und Sozialräumen, einem Büro mit Überwachungseinrichtungen, einem Besprechungsraum, einer Werkstatt, einem Lager für Ersatzteile und Betriebsstoffe sowie einer Mittelspannungsschaltanlage eingelassen. In der Maschinenhalle des Krafthauses – das zudem alle Aggregate und Nebenaggregate für die Kraftwerkstechnik und Stromableitung aufnimmt – ist ein 30-Tonnen-Kran installiert, der einzelne Maschinen oder Maschinenteile für Revisions- oder Reparaturarbeiten aus ihrer Tieflage auf dem Boden eine Ebene höher heben kann. Von dort aus lassen sie sich durch eine große Montageöffnung mit Schiebedach, durch die auch Tageslicht fällt, ins Freie heben. Am Übergang vom Triebwasserkanal zum Krafthaus kann man die Turbinen durch Schütztafeln einzeln vom Betriebswasser abschotten. Als äquivalente Maßnahme am anderen Ende des Gebäudes sind beide Abströmteile am Saugrohrende durch einzeln angetriebene und flutungssicher ausgebildete Revisionsverschlüsse abschottbar.

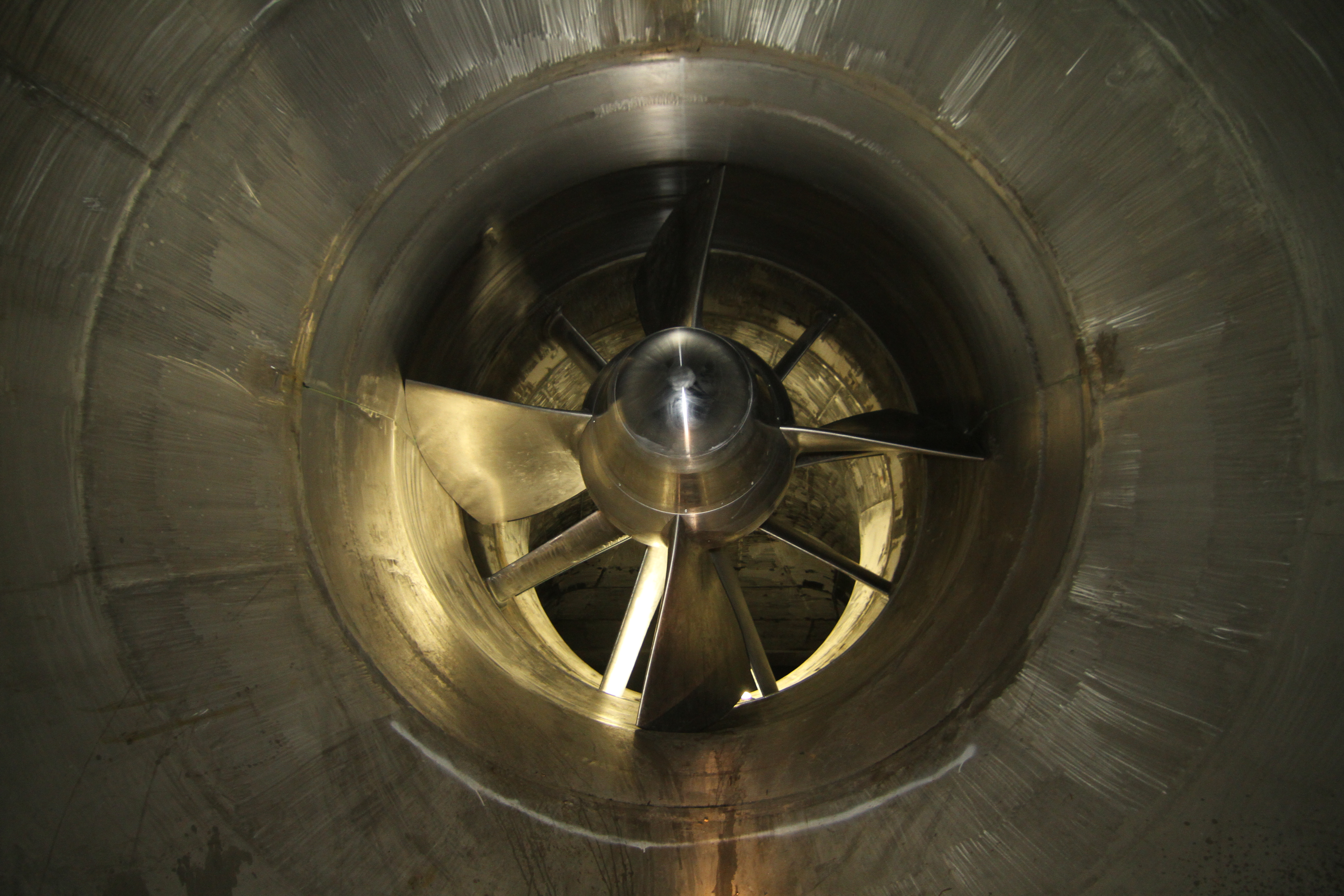
Blick in Fließrichtung in eines der S-Rohre mit installierter Turbine. Im Vordergrund befindet sich die Laufschaufel, im Hintergrund der Leitapparat

Die Niederdruckturbinen liegen horizontal in eigens angefertigten S-Rohren im Krafthaus, haben einen Durchmesser von ungefähr 4,50 Meter und drehen sich als so genannte Langsamläufer nur höchstens 90 Mal pro Minute, was den Verschleiß verringert und die Lebensdauer erhöht. Die S-Rohr-Geometrie sorgt dafür, dass die Turbinen im Falle von Reparatur- oder Wartungsarbeiten durchgehend zugänglich sind. Sie setzen sich (in Fließrichtung) zusammen aus einem Laufrad mit vier verstellbaren, variablen und jeweils knapp 2,5 Tonnen schweren Laufschaufeln und der Laufradnabe als Befestigung mit innenliegenden Verstelleinrichtungen, einem 1,20 Meter dahinter liegenden 30 Tonnen schweren Leitapparat mit neun verstellbaren Leitradschaufeln sowie dem umgebenden Laufradmantel. Auf Grund der horizontalen Anordnung ist keine – sonst bei vertikaler Ausrichtung übliche – Änderung der Strömungsrichtung des Betriebswassers notwendig. Da Einlaufschacht, Turbine und das 19 Meter lange Saugrohr auf einer Linie liegen, strömt es stattdessen die Turbinen direkt und somit ohne Energieverlust an, was zusätzlich die Kavitationsgefahr verringert. Das Wasser versetzt das Laufrad in eine Rotationsbewegung und setzt somit die potentielle Energie des Wassers in Rotationsenergie um. Die Welle leitet die Energie direkt ohne Getriebe auf den Generator, der sie in 400-Volt-Wechselstrom umsetzt. Dieser wird auf zehn Kilovolt und Netzfrequenz umgerichtet und in das Mittelspannungsnetz des Verteilnetzbetreibers swb Netze eingespeist. Enercon entwickelte die Turbinen speziell für die Verhältnisse am Bremer Standort mit vergleichsweise geringem Gefälle und wechselnden Betriebsbedingungen. Letztere sind ausschlaggebend dafür, dass die Turbinen nur an summiert 180 Tagen pro Jahr auf die volle Betriebswassermenge zurückgreifen können; in der übrigen Zeit laufen sie mit verminderter Leistung. Ihre Drehzahlvariabilität hat aber gegenüber herkömmlichen netzsynchronen Turbinen eine signifikante Erhöhung des Stromertrages um knapp zehn Prozent zur Folge, da solche klassischen doppelregulierten (Abstimmung des Verhältnisses zwischen Lauf- und Leitradstellung) Kaplan-Turbinen die durch die Tide bedingten Gefälleschwankungen an der Staustufe nicht so gut ausnutzen könnten. Eine weitere Innovation ist die Konzeption der Turbinen als so genannte Luvläufer: Durch die Positionierung des Leitapparats hinter dem eigentlichen Turbinenlaufrad wird das durchwirbelte Wasser sehr schnell wieder zur Ruhe gebracht.
Die Turbinen sind nach ganzheitlichem Konzept als so genannte „Minimum Gap Runner“ entwickelt. Dies wird dadurch möglich, dass die Nabe vollkugelig geformt ist. So kann die Laufschaufel in weiten Teilen ihres Verstellbereichs um ihre Befestigungsachse herum sehr eng an der Nabe anliegen. Da auch der gegenüberliegende Rand des Laufrades und der umgebende Laufradmantel entsprechend geformt sind, wird dem angepassten Laufrad ermöglicht, sich nur mit äußerst geringem Abstand zum Mantel zu bewegen. Die Spaltbreite beträgt lediglich ein bis zwei Millimeter.

### Auslaufbauwerk

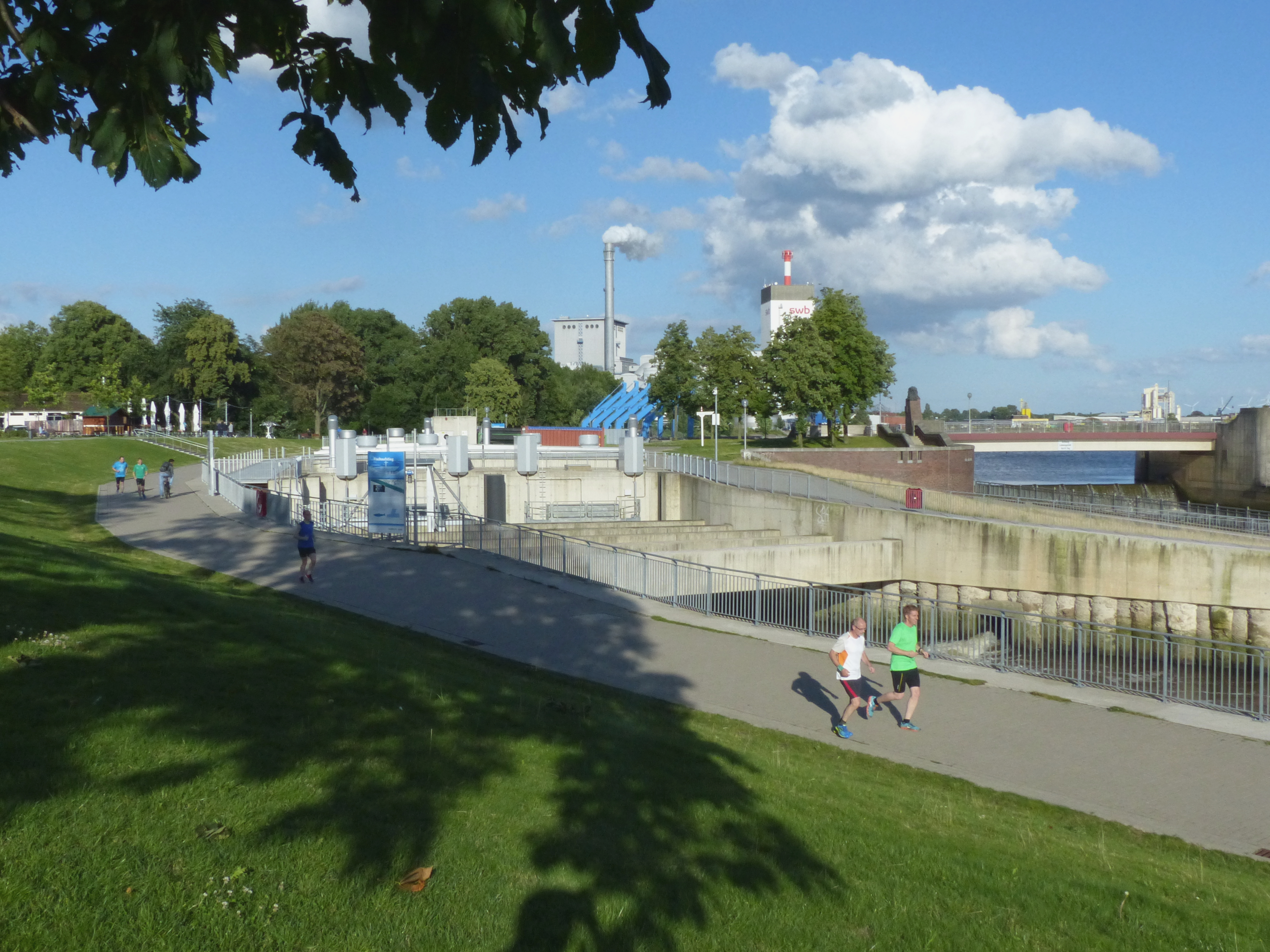
An der gegenüberliegenden Seite des Kraftwerksablaufs mündet der Treibgutkanal (Schaumkrone).

Im Auslaufbauwerk strömt das Wasser nach dem Passieren der Turbinen etwa 100 Meter flussabwärts des Wehres zurück in die Weser. Die Sohle steigt zunächst um 10° an und erreicht nach 23 Metern das Niveau des Flussbettes. Der daran anschließende waagerechte Auslaufbereich ist mit Schüttsteinen ausgestattet, die mit Beton fixiert wurden. Vom Krafthaus bis zum rechtsseitigen Einstieg der Fischtreppe überspannen darüber hinaus fünf markante Betonträger das Wasser. Diese sollen die Außenwände abstützen.

## Fischschutz
Begleitend zum Bau des Kraftwerks wurden als Ausgleich umfangreiche Maßnahmen zum Schutz der Ichthyofauna realisiert. Insgesamt flossen rund zehn Prozent der Gesamtinvestitionen in diese Konzepte, die Projektleiter Dietrich Heck im Januar 2009 als weltweit einzigartig beurteilte.

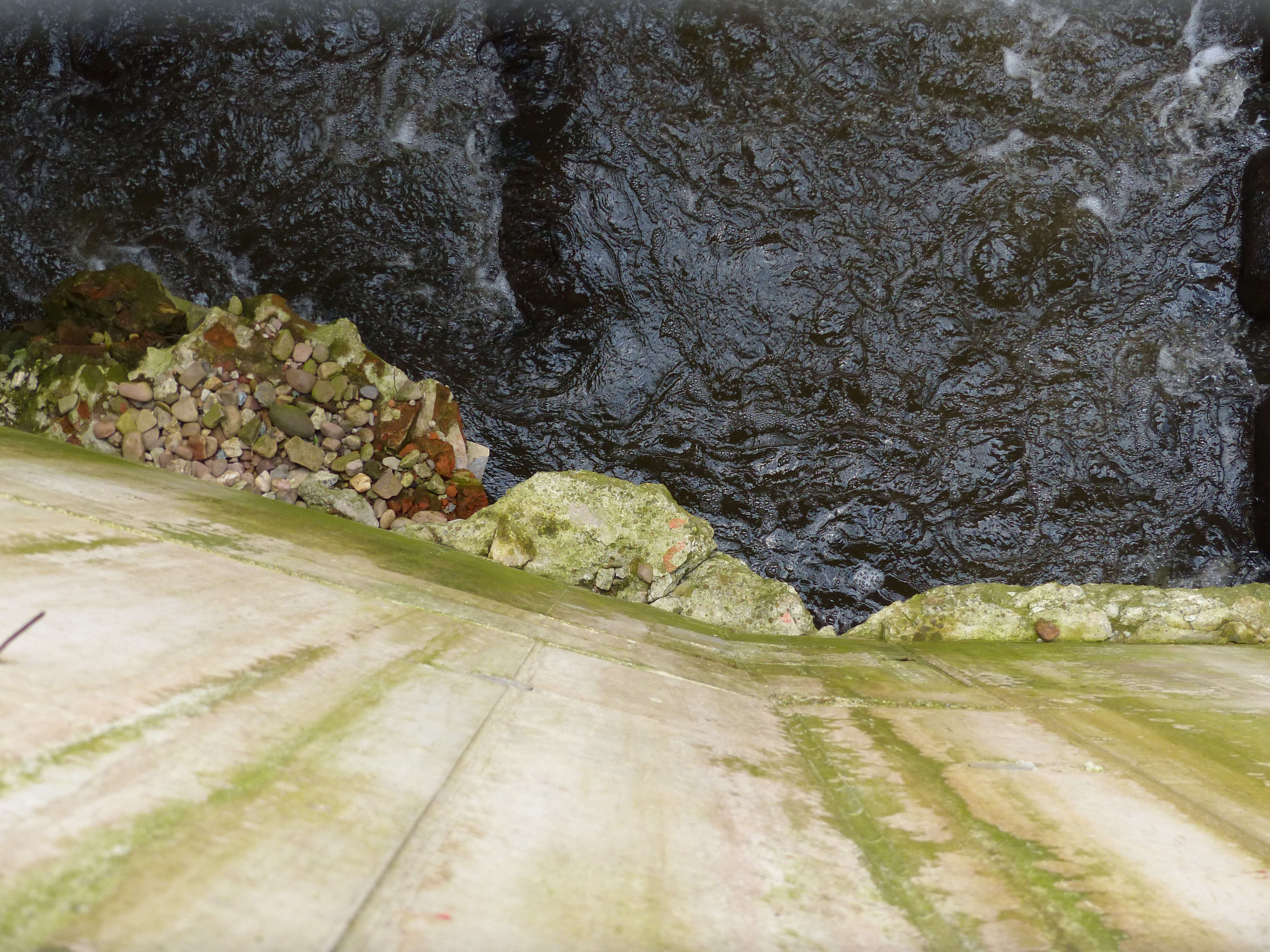
Fischpass, durchs Abdeckgitter senkrecht nach unten fotografiert

### Aufstieg
Zusätzlich zur bereits bestehenden Fischtreppe am linken Weserufer, die durch den Neubau des Wehres 1993 erforderlich geworden war, legte man rechtsseitig um das Kraftwerk herumführend einen zweiten Fischweg an. Primär dient er dem Aufstieg, kann aber – da sich der Ausstieg in der Mittelweser in einer ruhigen Kehrwasserzone befindet – auch zum Abstieg genutzt werden.
Es handelt sich um eine knapp 210 Meter lange so genannte Sohlrampe, die bei Niedrigwasser einen Höhenunterschied von bis zu sieben Metern mit einer Steigung von maximal 2,85 Prozent überwindet. Auf Grund der Positionierung im tidebedingten Schwankungsbereich der Unterweser bedurfte es bei der Gestaltung des Einstiegs spezieller Vorkehrungen, da sich mit dem Wasserspiegel auch die Einstiegshöhe und die Strömungssituation ständig verändern. Die Konstrukteure entwickelten eine variable und höhenverstellbare Zugangsvorrichtung. So wird nicht nur eine Anpassung der Einstiegshöhe, sondern auch eine konstante Lockströmung gewährleistet. Diese wird zusätzlich durch eine Pumpe mit breiter Düse verstärkt. Im Anschluss an das Flussbett ist darüber hinaus immer ein getrennter Einstieg geöffnet, der sohlnah wandernden Fischen und Wirbellosen problemlosen Zugang ermöglicht. Entsprechend ist auch der Ausstieg in der Mittelweser an die Flusssohle angebunden. Der Fischpass besitzt als Sohlsubstrat Grobkies und ist mit größeren Lenk- und Störsteinen bestückt, um ein möglichst naturnahes Gerinne zu erhalten. Das Setzen der Steine war darauf ausgelegt, neben unruhigeren Fließpassagen auch Ruhe- beziehungsweise Verweilzonen zu schaffen.

### Abstieg

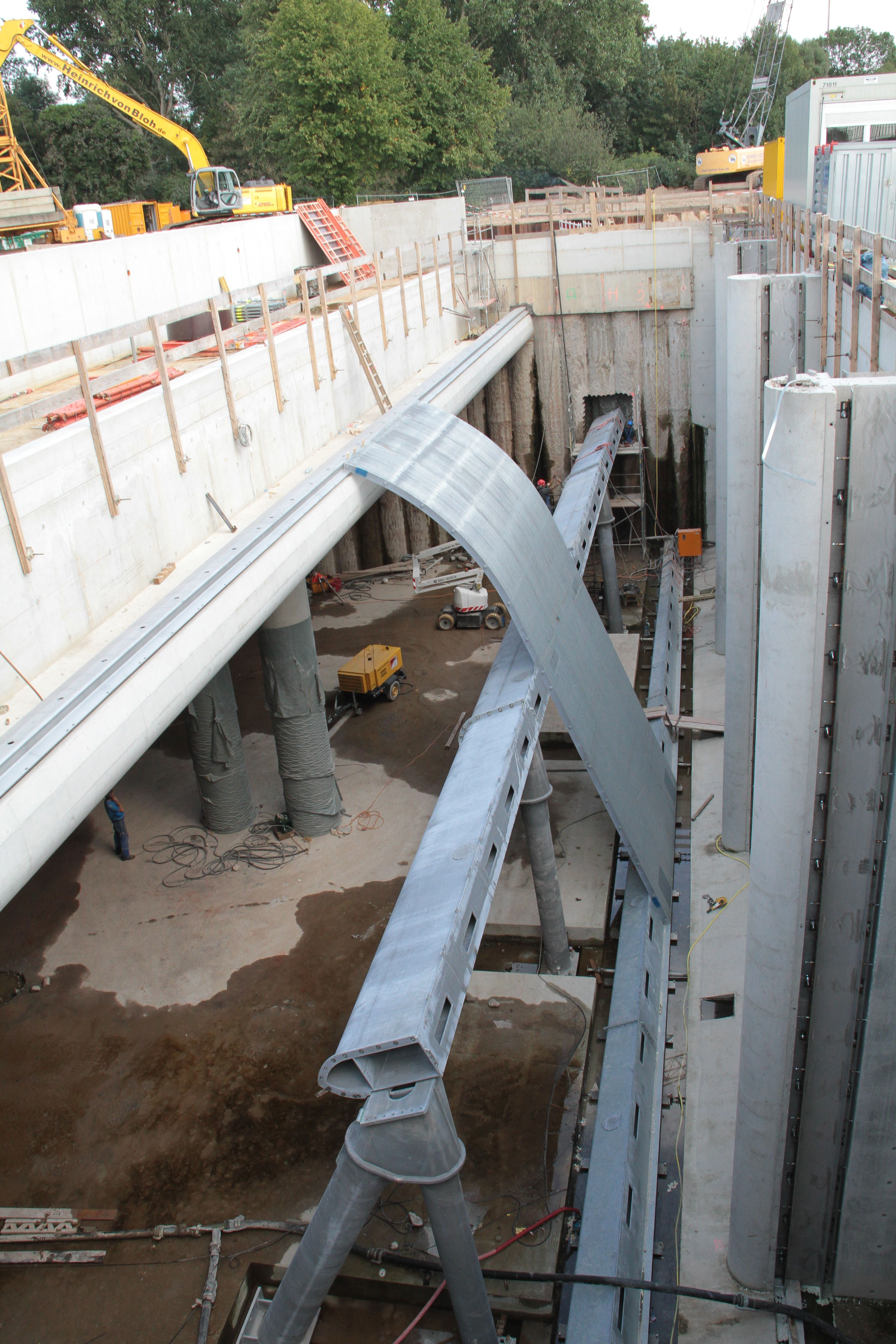
2011, Reinigungsbecken in Bau, erste Segmente des Feinrechens sind installiert

Zum Schutz der flussabwärts wandernden Fische war besonders darauf zu achten, dass sie nicht in den Turbinenkanal gezogen werden. Mit engen Öffnungsweiten von nur 2,5 cm hält der Feinrechen alle größeren Fische vom Weiterschwimmen in Richtung der Turbinen ab. Dabei verjüngen sich die Rechenstäbe nach hinten und sollen so ein Verklemmen der Tiere verhindern. Die Maße des Einlaufbauwerks sorgen auch dafür, dass die Einströmgeschwindigkeit 0,7 m/s nicht übersteigt. Dadurch werden keine Tiere an den Feinrechen gepresst, sondern können aus eigener Kraft wegschwimmen und den Fischabstieg passieren. Etwaig am Rechen angedriftete oder verklemmte Fische werden von den schaufelkammförmigen Harken der Rechenreinigungsanlage, die in einem sehr flachen Winkel zwischen die Stäbe fassen, abgehoben und nicht abgeschert oder gequetscht.
Insgesamt bieten sich für die Fische drei verschiedene Möglichkeiten für einen gefahrlosen Abstieg. Zum einen ist die Oberkante des Rechens jederzeit mit 20 cm Wasser überströmt und geht zuerst in eine 1,30 Meter breite Abschwemmrinne (jene, der sich auch die Rechenreinigungsanlage bedient) und dann in ein Rohr mit einem Längsgefälle von einem Prozent über, das direkt in das Unterwasser führt. Dieses System wird als Salmoniden-Bypass bezeichnet, da es speziell für oberflächennah wandernde Fische gedacht ist. Bei höherem Stauziel wird die bewegliche Stauklappe entsprechend nachgeführt, sodass die 20 cm gewahrt bleiben und stets rund vier Kubikmeter pro Sekunde in die Rinne strömen. Das Auffinden des Überfalls wird dadurch erleichtert, dass der Rechen mit 68° deutlich geneigt und darüber hinaus im oberen Drittel zur Abschwemmrinne hin gewölbt ist. Im Feinrechen finden die an der Wanderung in Richtung Turbine gehinderten Fische zudem Einstiegsmöglichkeiten in weitere Bypass-Systeme. Diese bestehen aus horizontal hinter dem Rechen verlaufenden Rohren – eines etwa auf halber Höhe und eines im Sohlbereich. Die Fenster zum Einstieg sind 15 cm hoch, knapp 75 cm breit und über die gesamte Breite des Rechens verteilt. Eine erhöhte Fließgeschwindigkeit in den Rohren soll als Lockströmung dienen. In beiden Systemen fließen jeweils 1,7 m³/s bei einer Geschwindigkeit von bis zu 4 m/s ab. Die Fenster münden über Stichleitungen mit 40 cm Durchmesser in zwei getrennte Sammelleitungen mit stufenweise steigendem Querschnitt, die an der Sohle des Einlaufbauwerks entlanglaufen, seitlich aus diesem herausführen und im Ablaufrohr der Abschwemmrinne münden. Die anschließende gemeinsame Leitung erreicht wenig später die Unterweser. An keiner Stelle muss ein vor dem Feinrechen stehender Fisch weiter als 2,50 Meter schwimmen, um eine ungefährdete Abstiegsmöglichkeit zu finden.
Kleinere Fische, die die Abstiegsmöglichkeiten nicht aufgefunden haben und den Feinrechen passiert haben, werden auf die Turbinenanlage zugeführt. Die dortigen Kaplan-Rohrturbinen sind jedoch als so genannte „minimal gap runner“ eingesetzt und minimieren durch ihre Bauweise ein Verletzungsrisiko. Zudem bieten sie den Fischen durch ihre langsame Rotation Möglichkeiten zum Überleben.

### Kritik
Anfang März 2007 reichten der Verband Deutscher Sportfischer, der Landesfischereiverband Bremen sowie der Landessportfischerverband Niedersachsen (LSFV) beim Verwaltungsgericht der Freien Hansestadt Bremen Klage gegen den Bau des Weserkraftwerks ein. Sie richtete sich gegen die Entscheidung des Senators für Bau, Umwelt und Verkehr, der das Planfeststellungsverfahren genehmigt hatte. Am 29. November fand eine mehr als sechsstündige Verhandlung statt, in deren Verlauf das Gericht deutlich machte, dass es die Argumente der Kläger nicht für überzeugend hält. In der Folge wurde die Klage abgewiesen. Die Vereine nahmen das Rechtsmittel der Berufung wahr, scheiterten allerdings am 3. Juni 2009 auch vor dem Oberverwaltungsgericht der Freien Hansestadt Bremen.
In einem Artikel der Tageszeitung Die Welt vom 22. Januar 2009 kam die Diplom-Biologin Beate Adam vom Fachbereich Gewässerökologie des Kirtorfer Instituts für angewandte Ökologie zu Wort, die als Expertin auf dem Gebiet der Aal-Wanderung gilt. Sie äußerte ihre Sorgen, dass den Fischen durch das neue Kraftwerk ihr Weg aus den Flüssen ins offene Meer versperrt würde und sagte: „Die Rückgrate der Fische werden gebrochen, Körperteile zerfetzt oder lebensbedrohlich beschädigt. Das Bremer Kraftwerk verstopft den Flaschenhals zwischen Wesersystem und Meer“. Weiter führte sie an, männliche Aale seien viel kleiner als die Weibchen und Laborversuche hätten gezeigt, dass nur eine Rechenspannweite von 15 Millimetern die männlichen Fische abhalten könne. Vor diesem Hintergrund bezeichnete sie die bremischen Ideen zum Fischschutz am Weserkraftwerk in Anlehnung an die Darstellung der Eigentümergesellschaft durchaus als einzigartig – allerdings nur, weil sie niemand sonst wegen ihrer Unsinnigkeit umsetzen würde. „Abwandernde Aale lassen sich treiben, schon bei geringer Strömung haben sie nicht mehr die Kraft sich neue Wege zu suchen“, argumentierte sie. Der Artikelautor schrieb darüber hinaus, für das Weserkraftwerk wäre ein neues Wehr quer durch den Fluss gelegt worden, damit die Turbinen laufen könnten. Dadurch würde der Zugang zum Meer versperrt und kein Fisch käme vorbei. LSFV-Präsident Peter Rössing äußerte, das Kraftwerk sei politisch gewollt und das Geflecht von rot-grüner Landesregierung und Öko-Investoren zu eng. Er äußerte: „Wir müssen bis zum Bundesverwaltungsgericht kommen, damit wir den politischen Druck loswerden“.
Noch am selben Tag veröffentlichte Greenpeace eine Stellungnahme und warf dem Welt-Journalisten fachliche Unkenntnis vor. Es sei keineswegs so, dass für das Weserkraftwerk ein neues Wehr quer durch den Fluss gelegt wurde. Ein dem Hochwasserschutz der Hansestadt dienendes Weserwehr gebe es vielmehr schon seit 1912, argumentierte man und verwies auf die linksseite Fischtreppe. „Die Wasserkraftanlage nutzt lediglich das seit vielen Jahren vorhandene Wehr. Im Zuge des Kraftwerkbaus werden jetzt sogar zusätzliche Möglichkeiten für Fische geschaffen, um flussaufwärts zu gelangen. Diese besonderen Fischaufstiegshilfen finden sich bei keinem der anderen fünf Wasserkraftwerke, die es schon heute am Weserlauf gibt. Während des Betriebs überströmt das Flusswasser ständig die Wehranlage. Dies gilt als eine der wirksamsten Maßnahmen für die Fischwanderung, denn die Tiere folgen in der Regel dem natürlichen Strom und gelangen so mit der Strömung flussabwärts. Der Artikel verzerrt und verfälscht die Fakten zum Weserkraftwerk in unverantwortlicher Weise“, erklärte Marcel Keiffenheim, Sprecher von Greenpeace Energy.